# Мргастан
Мргастан (вірм. Մրգաստան) — село в марзі Армавір, на заході Вірменії. Село розташоване на лівому березі річки Касах за 4 км на північний захід від міста Вагаршапат та за 2 км на південний захід від села Шаумян. Сільська церква Святого Ованеса була збудована у 1912 р.